# Kościół Najświętszej Maryi Panny Matki Kościoła w Rudniku nad Sanem
Kościół Najświętszej Maryi Panny Matki Kościoła w Rudniku nad Sanem – rzymskokatolicki kościół parafialny należący do parafii pod tym samym wezwaniem (dekanat Rudnik nad Sanem diecezji sandomierskiej). Znajduje się w Stróży, części miasta Rudnik nad Sanem.
Kościół został wzniesiony jako filialny parafii Trójcy Przenajświętszej w Rudniku nad Sanem. Od 16 czerwca 1987 roku pełni funkcję kościoła parafialnego nowej parafii. Budowla powstała w latach 1983-1985 według projektu inżyniera Romana Orlewskiego z Rzeszowa. Świątynię budował ksiądz Edward Franuszkiewicz. Kościół został poświęcony przez biskupa Ignacego Tokarczuka w dniu 30 czerwca 1985 roku. W ciągu następnych lat w świątyni były prowadzone prace dekoratorsko-wykończeniowe, m.in. zostały zainstalowane witraże świętych Polaków. Kościół został uroczyście konsekrowany w dniu 16 czerwca 2002 roku przez biskupa Wacława Świerzawskiego. Od tego czasu zostało wykonanych kilka inwestycji (m.in. zostały kupione organy elektroniczne, zamontowane zostało nowe nagłośnienie). Bryła kościoła jest stosunkowo prosta, natomiast ściany boczne są poprzecinane rzędami podłużnych, prostokątnych okien obramowanych swoistymi pilastrami. Węższe prezbiterium jest otoczone piętrowym zapleczem, z kolei ściana frontowa nosi cechy architektury modernistycznej. Niesymetrycznie wznosi się ona w lewą stronę w kształt ażurowej wieży, przez którą przebijają się dwa rzędy jednakowych okienek. Na prawej stronie fasady jest umieszczona tzw. „ślepa ściana”, ozdobiona monochromatycznie techniką sgraffito, przedstawiająca apokaliptyczną Niewiastę zwyciężającą smoka. We wnętrzu, na ścianie ołtarzowej, znajduje się grupa ukrzyżowania wykonana z metalowych rzeźb.